# Liste der Botschafter der Vereinigten Staaten im Iran
Die Liste der Botschafter der Vereinigten Staaten in Iran bietet einen Überblick über die Leiter der US-amerikanischen diplomatischen Vertretung in Iran während des Bestehens diplomatischer Beziehungen zwischen beiden Staaten.

## In Persien
- Henry H. Jessup – nominiert als Geschäftsträger, die Nominierung wurde vor der Bestätigung zurückgezogen
- S.G.W. Benjamin (1883–1885) – erster Geschäftsträger, später befördert zum Gesandten
- Bayless W. Hanna (1885) – Gesandter, legte den Amtseid ab, ging aber nicht nach Persien
- Frederick Hampden Winston (1885–1886) – Gesandter
- E. Spencer Pratt (1886–1891) – Gesandter
- Truxtun Beale (1891–1892) – Gesandter
- Watson R. Sperry (1892–1893) – Gesandter
- Alexander McDonald (1893–1897) – Gesandter
- Arthur Sherburne Hardy (1897–1899) – Gesandter
- William Paine Lord (1899) – vorgeschlagen als Gesandter, lehnte die Berufung ab
- Herbert W. Bowen (1899–1901) – Gesandter
- Lloyd Carpenter Griscom (1901–1902) – Gesandter
- Richmond Pearson (1902–1907) – Gesandter
- John B. Jackson (1907–1909) – Gesandter
- Charles W. Russell (1909–1914) – Gesandter
- John Lawrence Caldwell (1914–1921) – Gesandter
- Joseph Saul Kornfeld (1921–1924) – Gesandter
- Hoffman Philip (1925–1928) – Gesandter
- Charles C. Hart (1929–1933) – Gesandter

## In Iran
- William H. Hornibrook (1934–1936) – Gesandter
- Gordon P. Merria (1936–1937) – Geschäftsträger
- Cornelius Van H. Engert (1937–1940) – Geschäftsträger
- Louis G. Dreyfus, Jr. (1940–1943) – Gesandter
- Leland B. Morris (1944–1945) – Botschafter
- Wallace S. Murray (1945–1946) – Botschafter
- George V. Allen (1946–1948) – Botschafter
- John C. Wiley (1948–1950) – Botschafter
- Henry F. Grady (1950–1951) – Botschafter
- Loy W. Henderson (1951–1954) – Botschafter
- Julius C. Holmes – nominiert, die Nominierung wurde vor der Bestätigung zurückgezogen
- Selden Chapin (1955–1958) – Botschafter
- Edward T. Wailes (1958–1961) – Botschafter
- Julius C. Holmes (1961–1965) – Botschafter
- Armin H. Meyer (1965–1969) – Botschafter
- Douglas MacArthur II (1969–1972) – Botschafter
- Joseph S. Farland (1972–1973) – Botschafter
- Richard Helms (1973–1977) – Botschafter
- William H. Sullivan (1977–1979) – Botschafter
- Walter L. Cutler – nominiert, erhielt aber von Iran kein Agrément
- Bruce Laingen (1979) – Geschäftsträger, wurde am 4. November 1979 im Rahmen der Geiselnahme von Teheran festgenommen, später freigelassen